# Pierre E. Lamaison
Pour les articles homonymes, voir Lamaison.
Pierre E. Lamaison, né le 6 mai 1896 à Ondres et mort le 8 juin 1980 à Bayonne, un éditeur et illustrateur français, engagé volontaire lors de la Première Guerre mondiale, membre des Forces françaises libres et évadé de France pendant la Seconde guerre mondiale, promoteur des cultures basque et landaise.

## Biographie
Pierre Eugène Lamaison naît le 6 mai 1896 à Ondres (Landes) de Fabien Léon Lamaison, représentant de commerce et de Marie Lastrade. Il s’engage à 18 ans et demi en janvier 1915 à l’instar de son frère Jean Pascal Lamaison, engagé volontaire en août 1913, disparu le 21 septembre 1914 à Craonnelle (Aisne), déclaré « Mort pour la France » à Oulches (Aisne).
P.E. Lamaison épouse Marie Lartigau en 1920 et s’installe comme imprimeur d’art et éditeur à Bayonne. Sans enfant, le couple adopte en 1940, Robert Lamaison, officier de l’Armée de l’Air, et Henri Lamaison, ingénieur de l’École polytechnique demi-frères de P.E. Lamaison. Il est l’oncle de Pierre Lamaison, anthropologue et historien.
Pierre E. Lamaison s’engage dans la Résistance en janvier 1942 dans la région de Bayonne occupée depuis juillet 1940. L’invasion de la zone libre en novembre 1942 le pousse à passer en Espagne où il subit l’emprisonnement comme tous les évadés. Parmi les premiers libérés, il peut gagner Casablanca en juin 1943 et contribue aux activités de l’Union des évadés de France. De retour à Paris il en devient l’une des chevilles ouvrières avec Jacques Meyer, conseiller d’État, président de la Sofirad jusqu’au début des années 1950.
Parallèlement, P.E. Lamaison reprend en 1946 ses activités d’éditeur et d’illustrateur. Retraité à Hendaye, il meurt à Bayonne en 1980.

## Premières implications dans la vie culturelle du Sud-Ouest
Les premières peintures de Pierre E. Lamaison sont exposées en septembre 1927 à Hossegor lors de la Quinzaine régionaliste où une partie d’un chalet landais spécialement édifié dans la forêt est consacrée à l'exposition rétrospective du peintre Lizal et l’autre à une exposition des œuvres d'artistes régionaux dont Ramiro Arrue et Maurice Rigaud. L'année suivante il illustre l'ouvrage d'E. Valdeyron, Sous le soleil d'Olympie avec ses lettrines, vignettes et culs-de-lampe.
On retrouve des œuvres de Ramiro Arrue dans l’exposition d’Arts graphiques montée en 1932 par P.E. Lamaison dans les nouveaux bureaux de son imprimerie d‘art, les Ets Madim, place des Basques à Bayonne. Cette même année, fin août, il expose à nouveau à Hossegor à la première exposition de la Société des artistes landais, présidée par Suzanne Labatut, association dont il est l’un des membres fondateurs.
À la fin de 1932 il prend la direction de l'hebdomadaire de la vie landaise, Les Landes , créé deux ans plus tôt à Capbreton par Mathias Morhardt, mais dont la parution s'arrête à la fin de 1934. Cette publication, bien qu'éphémère, permet cependant au fil de cinq de ses livraisons la republication d’un classique régional de Bernard Saint-Jours, L'embouchure primitive de l'Adour et la fixité dix fois millénaire du littoral gascon. Le désir des deux dirigeants du journal de promouvoir la culture, l'originalité et la gastronomie de leur région les amènent à publier en juin 1933 le Guide de la route et de la fourchette, brochure illustrée de promotion touristique des Landes qui bénéficie de l'aura de Curnonsky son préfacier.

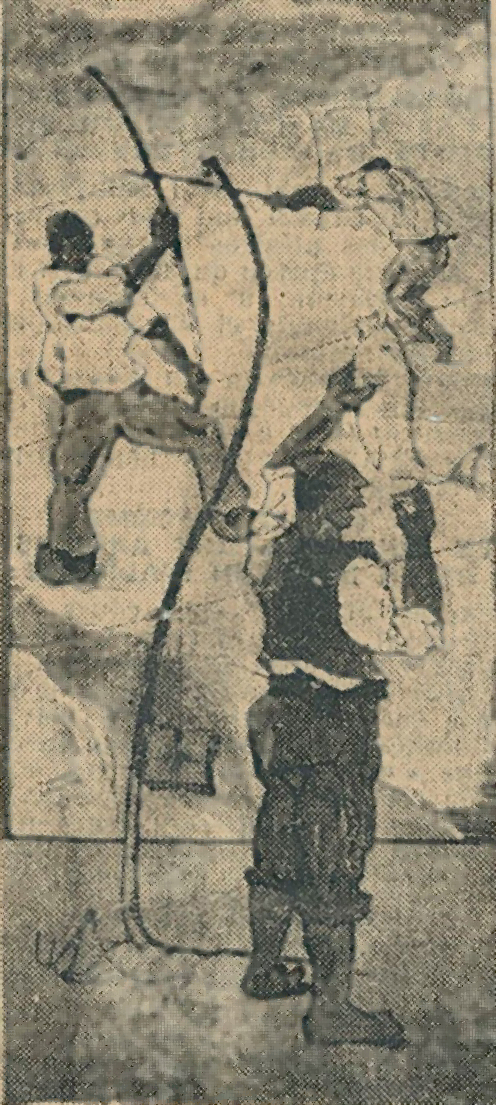
La pêche.

À cette époque il crée un ensemble de caractères typographique basques pour célébrer l’Euskara, la langue basque, en s’inspirant des graphies tombales redécouvertes dans les années 1920 par L. Colas. Cette typographie met en valeur les lettres interpénétrées de l'alphabet basque comme le DE, le OE Ces caractères ont été taillés dans des blocs de bronze à l'imprimerie Ferrus de Biarritz qui les conserve encore au XXIe siècle.
La notoriété de Pierre E. Lamaison est alors suffisamment établie pour lui permettre d’être admis en 1935 à la Société de Borda, société savante des Landes à Dax.
Deux ans plus tard, il est invité à créer deux imposants tableaux, « La chasse » et « La pêche », pour le stand des artistes landais ménagé dans le pavillon de Guyenne et Gascogne lors de l’Exposition universelle de 1937 ouverte à Paris du 25 mai au 25 novembre au Champ de Mars, au Trocadéro et sur les bords de Seine.

## Engagements pour la France

### Première guerre mondiale
P.E. Lamaison s’engage pour trois ans le 15 janvier 1915 au 52e régiment d’artillerie à Dax. Passé sur sa demande au 43e régiment d’infanterie il rejoint le front dans l’Aisne où, refusant de se retirer de son poste de guetteur après un bombardement, il est blessé et cité à l’ordre du régiment le 10 juin 1915. Une commission de réforme l'affecte au service autos du 13e régiment d’artillerie ce qui le conduit à rejoindre le 12e GAMAC (groupe d'autos-mitrailleuses et autos-canons du 2e Corps d'armée, comme mitrailleur.

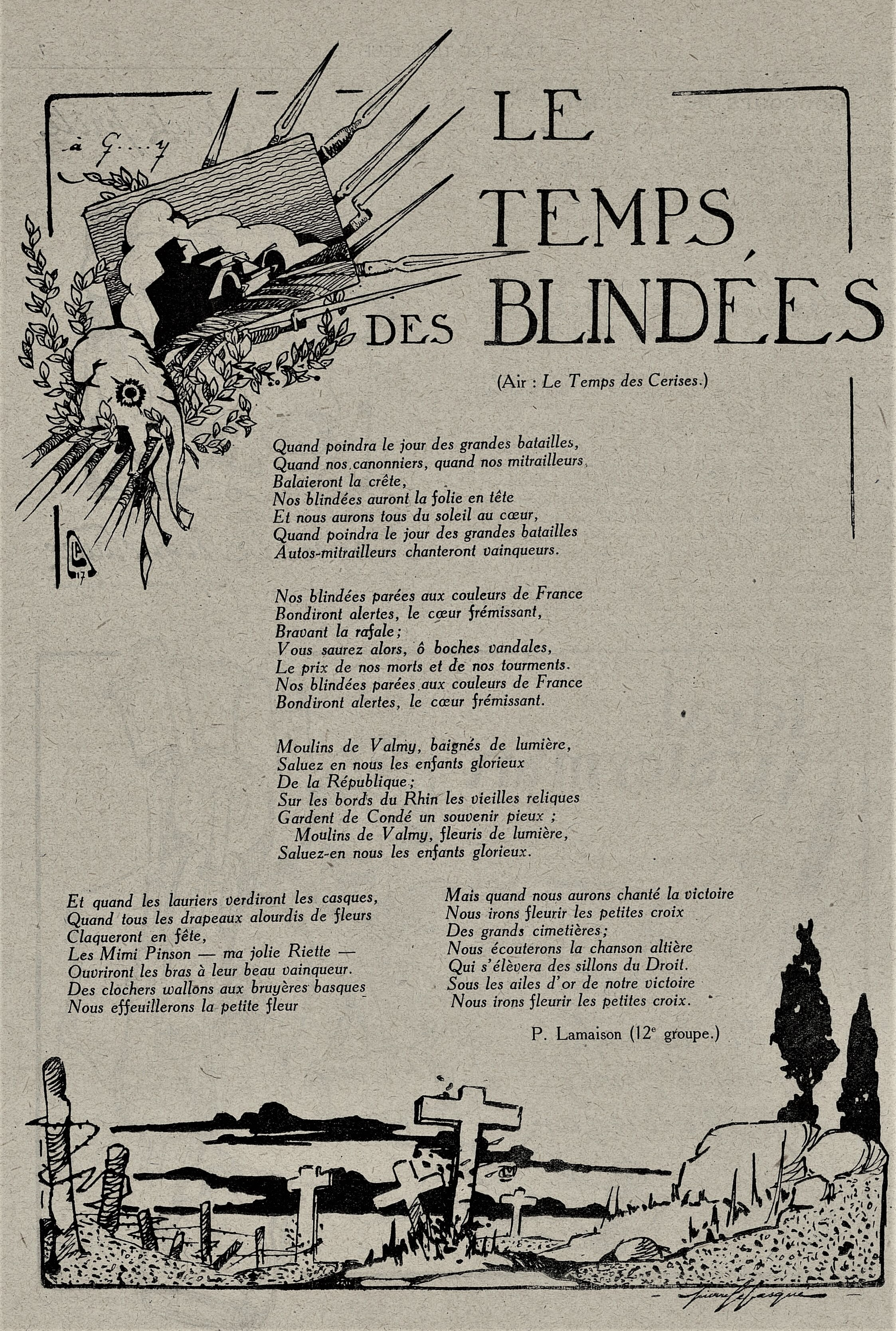
Le temps des Blindées (P. Lamaison, TacaTacTeufTeuf)

Nommé maître-pointeur en décembre 1916, il participe au service des tranchées à Bailly dans la boucle de l'Oise.
C'est à l'automne 1916 qu'il conçoit avec Édouard Sené, maréchal-des-logis au même groupe, Taca Tac Teuf Teuf, le « Journal de tranchées des groupes d'autos-mitrailleuses ». Cette publication  de 12 pages sur 2 colonnes, abondamment illustrée, imprimée à Paris, connait 9 numéros de janvier 1917 à mars 1918. P. E. Lamaison contribue activement à cette publication en lui fournissant de nombreux textes, des poèmes et plusieurs illustrations dans chaque numéro. Les combats de fin mars - début avril 1918 au sud de Noyon déterminent la fin du journal, d'autant que P. Lamaison, blessé le 5 avril 1918 lors d'une attaque aux gaz alors qu'il veut remettre en état sa mitrailleuse, est gazé et évacué. Une deuxième citation, cette fois à l’ordre de l’armée, récompense son attitude courageuse pendant cet épisode.
Démobilisé comme brigadier en 1919, il milite dans les associations d’anciens combattants et se voit élu, en 1931, secrétaire général de la section des Basses-Pyrénées de la Fédération nationale des combattants volontaires.
Il reçoit la médaille militaire en 1934.

### Évadé de France, le combat d’une vie

#### Au Maroc pendant la guerre
Les risques inhérents à l'engagement de Pierre E. Lamaison comme agent régulier des Forces françaises libres depuis le début de 1942 s'accroissent avec l'invasion de la zone libre en novembre. Il décide de passer en Espagne par l'Est des Pyrénées, la frontière étant devenue infranchissable par les chemins et cols du Pays basque, surprotégés. Avec ses trois camarades évadés fin décembre 1942, il est arrêté par les douaniers espagnols peu après le franchissement de la frontière et conduit en prison à Figueras puis, de là, transféré à Gérone. Pendant cinq mois il subit, comme tous les évadés de France dans les prisons espagnoles, des traitements indignes dont les victimes resteront marquées à vie.

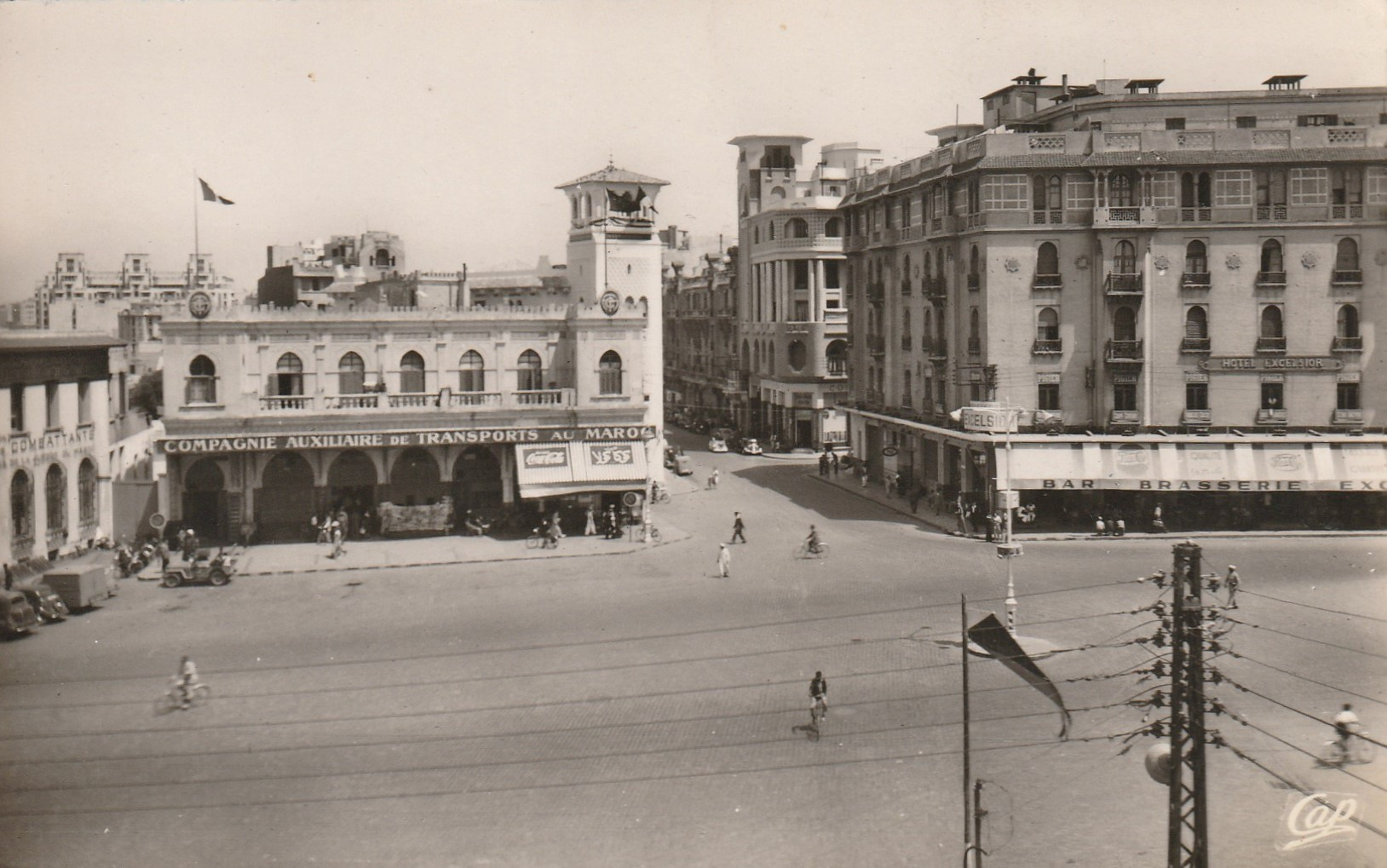
Place de France, rue de l'Horloge Casablanca

Dès son arrivée à Casablanca, ne pouvant, vu son âge (47 ans), s'engager dans les Forces françaises combattantes, il contribue, aux côtés du Docteur Reboul, principal organisateur, à l'accueil des évadés, à leur hébergement et à leurs distractions. Il est désigné par le gouvernement de la France Libre pour enregistrer les déclarations des évadés (passage de la frontière, dates des arrestations, séjours et sévices dans les prisons espagnoles ou état sanitaire), et s'investit dans ce qui va devenir l'Union des évadés de France dont les bureaux se trouvent à l'hôtel Excelsior, place de France.
Les nécessités financières le contraignent à tenter de faire fructifier ses capacités créatrices. La galerie Goudard-Brindeau, rue de l'Horloge, proche de la place de France, accueille ainsi en mai 1944 une présentation de ses dioramas qu'il a voulu « animés de l'esprit de France ».

#### À Paris, après-guerre

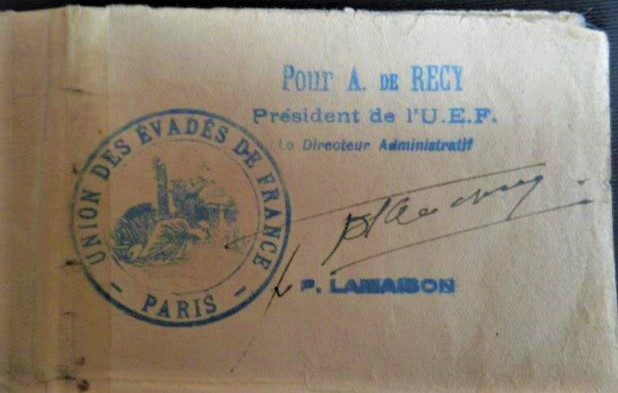
P. Lamaison, D.A. UEF

Rapatrié fin 1944, il participe activement à l'implantation à Paris de l'Union des évadés de France (UEF) dont il devient directeur administratif aux côtés du président Antoine de Récy. P.-E. Lamaison dirige la publication Évadé de France puis devient secrétaire général et administrateur de l'association. Pendant ces années d'après-guerre Pierre E. Lamaison et Jacques Meyer, vice-président de l'association, se mobilisent pour faire reconnaître les mérites et les contributions à la victoire des évadés de France et en particulier des évadés internés en Espagne. P. E. Lamaison représente l'UEF dans diverses commissions ministérielles d'aide aux anciens combattants et de reconnaissance de leur action, comme la commission ministérielle d'attribution de la médaille des évadés, seule décoration dans l'attribution de laquelle l'UEF s'est impliquée.
Les grands élans de solidarité s’essoufflent au fil des années. L'Union des évadés de France recueille de moins en moins de cotisations, non par manque d'intérêt mais parce que « […], inscrits dans les puissantes et agissantes associations des Français libres et soit à la 2e D.B., soit à Rhin-Danube, soit aux parachutistes S.A.S., les évadés de la région parisienne se sont regroupés tout naturellement dans leurs anciennes formations de combat, où ils ont reporté leurs cotisations », explique P.E. Lamaison 30 ans plus tard. Ce qui lui faisait dire en 1950 : « Nous ne sommes plus que quelques milliers bien prêts d'abandonner la partie, car nous sommes épuisés d'avoir brûlé nos dernières cartouches pour venir en aide à nos camarades de combat. Sans ressources, sans appui, nous ne pourrons plus soutenir longtemps notre effort ».

#### En France, les étapes du souvenir
Le 2 février 1946, il accompagne le capitaine A. de Récy, président, au Gala de l'Union des évadés de France à Biarritz. Quelques semaines plus tard le voici à Orthez, où, présidant une fête de bienfaisance au bénéfice des enfants d'évadés, il s'écrie :

« C'est un fait ! Les évadés de France n'ont pas encore les mêmes droits que les Prisonniers, les Déportés ou les STO. De deux frères dont l'un s'est évadé pour rejoindre les Armes et l'autre s'est laissé enrôler pour aller travailler en Allemagne, c'est le premier qui semble le moins avoir contribué à la victoire. Et c'est là plus qu'une injustice, une pitrerie. »

À la mairie de Céret (Pyrénées-Orientales) le 7 juillet 1946 lors de l’inauguration du monument aux évadés de France au col de Fontfrède il s'exclame :

« Que les Français enracinés dans leurs terres pardonnent à ceux qui les ont laissés dans les ténèbres : pardonnez à ces déserteurs, qu'ils ne soient pas jugés sur leurs seules misères. Péguy dirait : « Pardonnez-leur car ils se sont tant battus. »

« Et aujourd’hui, que les Français qui recherchent encore un idéal leur pardonnent, s’ils se mêlent à des pacifiques combats car, eux, leur idéal, ils l’ont trouvé depuis longtemps. « Qu’ils ne soient pas jugés sur une basse intrigue. »

« Éternellement il resteront fidèles à l'esprit de la Croix de Lorraine, « pardonnez-leur, car, pour elle, ils se sont tant battus. »

Le 7 septembre 1947 à Bayonne, il salue le général de Gaulle en visite au Pays basque. Le lendemain il l'accompagne à Ascain où le général pose « la première pierre du monument qui sera élevé en souvenir de ceux qui franchirent clandestinement la frontière franco-espagnole sous l'occupation ». Quelques semaines plus tard il présente au général de Gaulle les enfants d'évadés hébergés au foyer de Saint-Nom-la-Bretèche géré par l'Union des évadés de France.
En décembre 1948, au nom de l'UEF, il s'inscrit dans une démarche collective de toutes les associations d'anciens combattants, de résistants, de déportés pour demander au Préfet de police l'interdiction à la vente du livre Et Paris ne fut pas détruit de Pierre Taittinger, conseiller municipal de Paris de 1940 à 1944, président du Conseil municipal de Paris de mai 1943 à août 1944, dont elles estiment qu'il contient une apologie de la collaboration. Le Conseil municipal de Paris dans sa séance du 13 décembre 1948 accède à cette requête.
Les commémorations en mémoire des évadés de France se poursuivent en France. Pierre E. Lamaison, secrétaire général de l'UEF, appelle par voie de presse les groupements d'anciens combattants, internés et déportés, de la Résistance, les victimes des deux guerres, les évadés de France et leurs familles, et même les Britanniques en vacances en Bretagne, à participer le 6 août 1949 à l'inauguration d'une stèle à la mémoire des évadés érigée à la pointe de l'Isle à Saint-Cast-le-Guildo (alors Saint-Cast, Côtes-du-Nord).

#### Ultime implication
Au regard de ce qu'il avait entrepris dès 1943 avec un petit groupe d'anciens évadés lourdement impliqués dans l'Union des Évadés de France au service de leurs milliers de camarades, il est choqué par la teneur d'un article de Jean Houdart sur les Évadés de France paru dans Le Monde des 27-28 février 1977. Soutenu par Jacques Meyer, il réplique quelques semaines plus tard :

« Il est absolument inexact que rien n'ait été fait dès l'origine pour les évadés de France et qu'ils aient dû attendre vingt ans pour que l'on s'occupe d'eux [...] L'Union des évadés de France a été créée pour la défense de leurs droits à Alger, en 1941. Dès l'arrivée à Casablanca des premiers convois d'évadés de France (6 mai 1943), le siège de l'association a été fixé à Casablanca, par où passaient tous les évadés et où un centre d'accueil et d'hébergement a été organisé [...] Après la libération de Paris, l'Union des évadés s'installa à Paris, 6, rue d'Artois, avec une dizaine d'employés, la plupart bénévoles. Vu son importance grandissante, le gouvernement mit à la disposition des évadés l'immeuble Fiat, avenue des Champs-Élysées, où furent accueillis et aidés, même financièrement, des milliers d'évadés. Près de 8 millions de fonds saisis sur eux leur furent remboursés. Des sections de province furent aussi constituées, sans que les dirigeants s'attribuassent aucuns frais de déplacement. Un foyer d'enfants des évadés en accueillit des centaines à Saint-Nom-la-Bretèche et reçut la visite du général de Gaulle […]. »

## Régionalisme et arts graphiques après-guerre

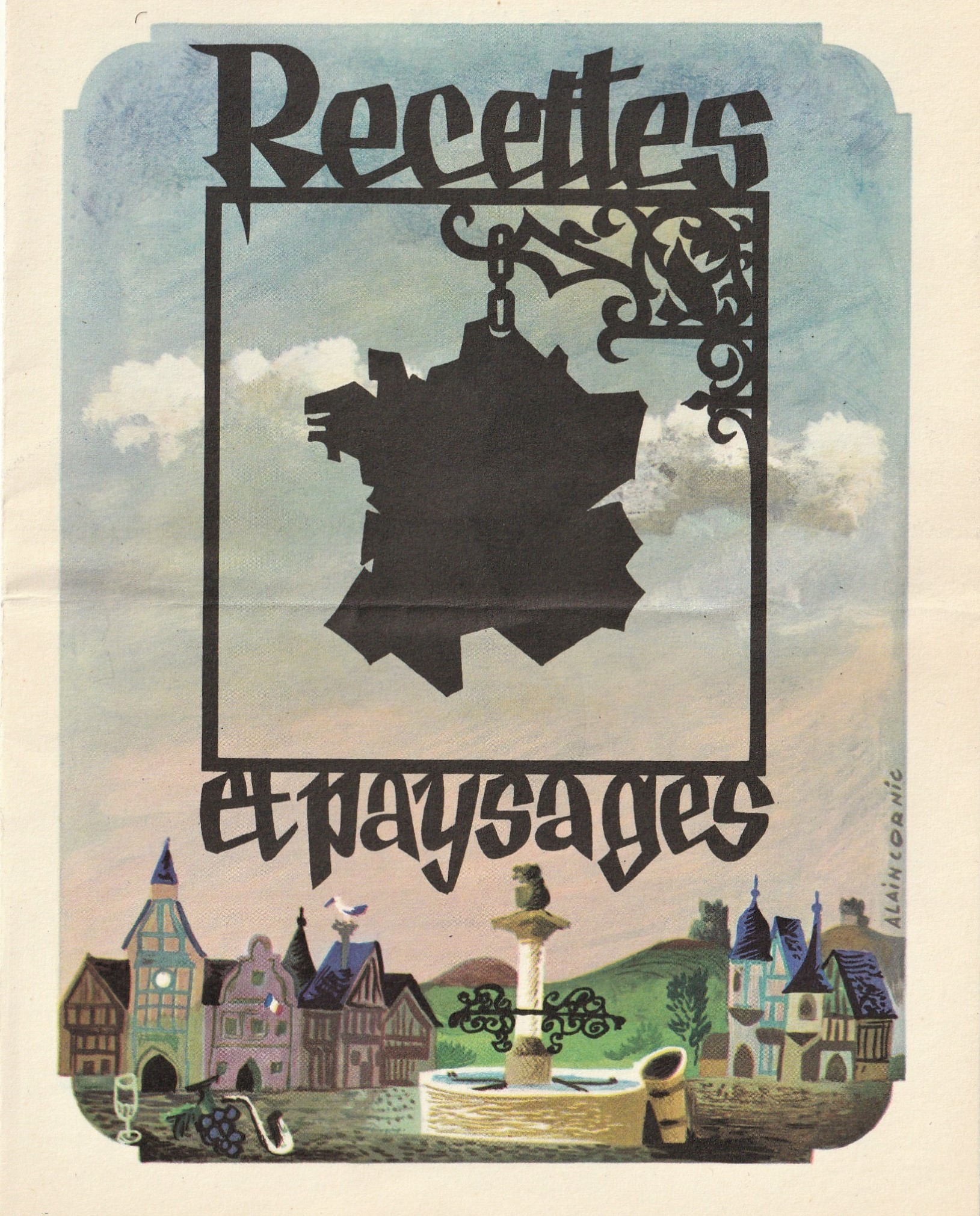
Recettes et Paysages Jaquette Tome Régions Est

### LesPublications françaises
Tout en assurant ses responsabilités à l'Union des Évadés de France, Pierre Lamaison, dans la droite ligne de ses activités éditoriales d'avant-guerre, prépare une collection de guides gastronomiques d'un nouveau genre, baptisée Recettes et Paysages, panorama des cuisines régionales françaises réunissant en cinq volumes, recettes régionales, textes littéraires, photos et illustrations originales. Pour mener à bien cette entreprise inédite dont Curnonsky assure la direction gastronomique et lui-même la direction littéraire et artistique, il réunit autour de lui de nombreuses signatures des arts, des lettres, du régionalisme et de la gastronomie. Au sommaire de ce tour de France des gastronomes on découvre, parmi d’autres, Germaine Acremant, Guy Arnoux, Alain Cornic, Armand Lanoux, Maurice Brianchon, Paul Charlemagne, Jean Duché, Roland Oudot, Paul Ramain, Raymond Ritter, Anne de Tourville, Léandre Vaillat, Philippe Veyrin. Il propose, en octobre 1949 la réalisation de ce projet à la jeune société d’édition Les Publications françaises, fondée en 1946. La publication du premier volume « Sud-Ouest et Pyrénées » au printemps 1950 est saluée par les érudits de la région. Les quatre autres volumes sont publiés en 1951 et 1952 et bénéficient à leur tour de critiques très favorables.
En novembre 1953, en présence de Léon Bérard, le Club des Cent, association d'amateurs de haute gastronomie, décerne à P. E. Lamaison un diplôme d’honneur en tant qu’auteur et éditeur des Recettes et Paysages de France.
Entretemps, il a racheté la majorité des parts de la société Les Publications françaises aux principaux associés fondateurs et en devient le gérant le 2 mai 1953.

### Compagnon de Lure
Pierre E. Lamaison se voit parmi les premiers appelés par Maximilien Vox à participer aux « Rencontres de Lure », instaurées en 1952 à Lurs (Alpes de Haute-Provence) par le célèbre graphiste et son ami Jean Giono. Ils réunissent dans ce village haut perché de l'arrière-pays les spécialistes de la typographie, de la mise en page, des caractères, des matériaux et des techniques d’impression. Les participants cooptés se proclament « Compagnons de Lure », nom qui inspire à P. E. Lamaison La chanson des Compagnons de Lure sur l'air des Chevaliers de la Table Ronde. Le groupe informel adopte le 15 avril 1957 le statut associatif selon la loi de 1901, sous le nom d'Association des Compagnons de Lure. Pierre E. Lamaison, administrateur général de la nouvelle entité, en accueille le siège social au siège des Publications françaises, 13 rue de Grenelle à Paris.
En 1958, il présente à ses compagnons l'histoire et l'essence des caractères typographiques basques. Il illustre son propos avec des figures tirées de son novotype Lettre Basque, gravé sur bois par Blaise Monod, graphiste, l'un des fils de Maximilien Vox et édité par Clichés-Union.

### Arts graphiques au Pays basque
L'implantation de Pierre E. Lamaison au Pays basque en 1961 redonne une nouvelle impulsion à sa créativité régionaliste basco-landaise.
Il réutilise la typographie créée dans les années 30 pour légender divers imprimés, cartes, affiches et la transposer en relief sur des carreaux de faïence aux couleurs basques qu’il fait fabriquer en série limitée chez Hiros de Ramos Rejano (es) à Séville.

## Œuvres

### Publications
- Pierre E. Lamaison, « In memoriam, Louis Meneau », La Gazette de Bayonne, de Biarritz et du Pays-basque,‎ 28 février 1927 [N 10].
- Pierre E. Lamaison, « Sous le soleil d’Olympie », La Gazette de Bayonne, de Biarritz et du Pays-basque,‎ 13 novembre 1928 [N 11].
- Pierre E. Lamaison, Guide - programme du Pays basque, Bayonne, Imprimerie Madim, 1933 (lire en ligne).
- Pierre E. Lamaison (directeur, contributeur, illustrateur), Evadé de France : bulletin mensuel, Union des évadés de France, 1945-1947 (Consulter 10 numéros sur archive.org).
- Pierre E. Lamaison (directeur, contributeur, illustrateur) et Curnonsky (directeur gastronomique) (ill. Alain Cornic (jaquettes)), Recettes et Paysages, Paris, Publications Françaises, 1950-1952, 20 p.
  - Sud-Ouest – Pyrénées (Bordelais, Gascogne, Pays basque, Roussillon, Ariégeois, Languedoc occidental, Périgord), t. I, 3e trimestre 1950, 176 p. (BNF 36261649)
  - Sud-Est – Méditerranée (Provence, Comté de Nice, Corse, Dauphiné, Savoie, Lyonnais, Auvergne, Languedoc oriental), t. II, 2e trimestre 1951, 176 p. (BNF 36261650)[34].
  - Tome III – Paris – Ile-de-France – Val-de-Loire, Paris, Publications Françaises, 4e trimestre 1951, 180 p. (Notice BnF).
  - Tome IV – Nord-Pays de l’Ouest (Normandie, Bretagne, Anjou-Maine, Perche, Poitou, Vendée, Charentes, Flandres, Artois, Picardie), 2e trimestre 1952, 192 p. (Notice BnF).
  - Tome V – Est de la France (Champagne, Bourgogne, Bresse, Alsace, Lorraine, Franche-Comté), 4e trimestre 1952, 192 p. (Notice BnF).
- Pierre E. Lamaison, « La chanson des Compagnons de Lure », dans Caractères Noël 1956, Paris, Compagnie Française d’Édition, 1956, Chapitre III.
- Pierre E. Lamaison (ill. Roland Oudot), Mr Luc-Loche et l'invention de l'imprimerie, Paris, Publications Françaises, 1957, 20 p.[35].
- Pierre E. Lamaison (auteur-illustrateur), « Typographie à la basquaise », dans Caractères Noël 1958, Paris, Compagnie Française d’Édition, 1958 (Consulter en ligne), p. 325-328, Chapitre VI, texte reproduit in extenso sous le titre « Les lettres basques », Pyrénées, Société des amis du musée pyrénéen, no 42,‎ avril-juin 1960, p. 123-129 (lire en ligne).
- Curnonsky et Pierre E. Lamaison (Conception de l'ouvrage, composition des natures mortes), Recettes des provinces de France, Paris, Les amis du Club des livres du mois, 1959, 490 p. (Notice BnF).
- Pierre E. Lamaison (dir.), Curnonsky et alii, Recettes du Pays ; recettes d'Espagne, Hendaye, chez l'auteur, 1960, 80 p.[36].
- Pierre E. Lamaison (ill. Pierre Alary[N 12]), Voyages de l’avant-matin ou la tabatière magique, Paris, Publications Françaises, 1962, 65 p.[37].
- Pierre E. Lamaison, « Graphisme basque », Aquitaine,‎ juillet-août 1974[38].
- Pierre E. Lamaison (auteur-illustrateur), « La nuit aux chandelles », dans Daniel Chabas, Les Landes d'hier et d'aujourd'hui, Capbreton, chez l'auteur, 1980, p. 278-281.

### Arts graphiques
- Illustrations, lettrines, culs-de-lampe, « Sous le soleil d’Olympie », E. Valdeyron, Sous le soleil d’Olympie, préface de Maurice Genevoix, Paris, Eugène Figuière éditeur, 1928, 188 p.
- « La chasse », « La pêche », deux panneaux du Pavillon Guyenne et Gascogne de l’Exposition universelle de 1937 à Paris[39].
- Illustrations, Le Sud-Ouest économique, n°284-285, Numéro spécial « Le Sud-Ouest à l’exposition Universelle de 1937 », 180 p.
- Vignettes, figurines, lettrines, culs-de-lampe, Landes à Paris, bulletin périodique de l'association des landais de Paris
- Création des caractères typographiques basques « Socorri » (1961).
- Création de l’affiche « Ascain » (1962).